# Mongolske invasioner i Japan
De Mongolske invasioner i Japan 1274 og 1281 var begivenheder af makrohistorisk betydning trods det, at de slog fejl. Disse invasionsforsøg er blandt de mest berømte i japansk historie, og eftersom de satte en grænse for mongolernes ekspansion, kan man tilmed påstå, at de var afgørende for verdenshistorien i sin helhed. De omtales i mange skønlitterære værker, og de danner den oprindelige baggrund for, at ordet kamikaze eller "guddommelig vind" bliver brugt så ofte. Dertil kommer, at når man ser bort fra afslutningen af 2. verdenskrig, så var disse fejlslagne invasioner det nærmeste Japan nogensinde har været på at blive invaderet i løbet af de seneste 1.500 år eller deromkring.

## Invasionerne
Kublai Khan blev kinesisk kejser i 1259 og valgte Beijing som hovedstad i 1264. Korea blev snart underlagt mongolsk kontrol, og to år senere sendte han udsendinge til Japan. De skulle forlange, at japanerne underkastede sig mongolsk overhøjhed, ellers ville landet blive invaderet. Et nyt hold udsendinge drog af sted i 1268, men vendte hjem med uforrettet sag som deres forgængere. Begge hold mødtes med Chinzei Bugyō eller forsvarskommissæren for vestlandet, som viderebragte deres besked til Shogun'en i Kamakura og kejseren i Kyoto. Flere meddelelser blev sendt af sted på samme måde, nogle via Koreanske udsendinge og andre via mongolske ambassadører. Bakufu (Shogunens regering) beordrede alle, som havde len på Kyushu (området, som ligger tættest på Korea og derfor er det mest sandsynlige angrebspunkt), til at vende hjem, og styrkerne i Kyushu blev forlagt vestpå, sådan at man sikrede de mest sandsynlige landgangssteder. Desuden blev der iværksat store bønnegudstjenester, og betydelige dele af regeringens arbejde blev udsat, så man kunne tage sig af krisen.
Khanen ville gerne gå i krig allerede i 1268, men han opdagede, at koreanerne ikke havde ressourcer nok til at skaffe ham en tilstrækkeligt stor hær eller flåde på det tidspunkt. Han sendte en styrke til Korea i 1273, for at den skulle fungere som forpost, men den kunne ikke skaffe tilstrækkelige forsyninger i Korea og blev tvunget til at vende hjem til Kina. (Antallet af heste, der var nødvendige for en mongolsk hær og det græsningsareal, som de krævede, satte snævre grænser for troppernes bevægelighed i et land, hvor der bogstaveligt talt intet groede.) I 1274 stod den mongolske flåde omsider til søs med rundt regnet 15.000 mongolske og kinesiske soldater og 8.000 koreanske krigere. Flåden bestod af 300 store fartøjer og 400-500 mindre. De erobrede med lethed øerne Tsushima og Iki og gik den 19. november i land i Hakatabugten, kort fra Dazaifu, Kyushus gamle, administrative hovedstad. Den næste dag udkæmpede man slaget ved Bun'ei (文永の役), også kendt som "slaget ved Hakatabugten". Mongolerne havde bedre våben og var mere krigsvante, men de var i overvældende mindretal i forhold til de japanske krigere, der havde forberedt sig på angrebet i månedsvis, og som havde fået forstærkninger, så snart de hørte om tabene af Tsushima og Iki. Forsvarerne holdt stand hele dagen, og et uvejr fik mongolerne til at trække sig tilbage om natten.
Fra 1275 gjorde Bakufu kraftige anstrengelser for at forberede landet på den næste invasion, som de var sikre på måtte komme. Ud over at organisere samuraihæren bedre på Kyushu beordrede de opbygning af fæstninger og andre forsvarsværker ved de mange mulige landgangssteder, heri indbefattet Hakata. I mellemtiden forsøgte kongen af Korea flere gange at forhandle med mongolerne, og han advarede mod nye forsøg på at invadere Japan.
I foråret 1281 blev mongolernes kinesiske flådeafdeling forsinket af vanskeligheder med forsyninger og bemanding af det store antal skibe, de havde. Den koreanske flådeafdeling satte sejl, led svære tab ved Tsushima og vendte om. Om sommeren indtog den kombinerede koreansk-kinesiske flåde Iki-shima og fortsatte til Kyushu, hvor de gik i land på flere forskellige steder. I et antal lokale kampe, kendt i deres helhed som slaget ved Kouan (弘安の役), eller det andet slag ved Hakatabugten, blev de mongolske styrker drevet tilbage til deres skibe. Den senere så berømte kamikaze, en voldsom tyfon, fejede uafbrudt hen over bredderne af Kyushu i to dage og ødelagde store dele af den mongolske flåde.

## Eftervirkninger
Kublai Khan ønskede at forsøge en ny invasion i Japan i 1286, men opdagede, at hans ressourcer var alt for tyndslidte til sådan et forehavende. Hjemme i Japan havde den nationale omorganisering, som var nødvendig for at afvise mongolerne, sat hele økonomien og militæret under pres og havde strakt landets midler til det yderste. Angrebene gav Bakufu en undskyldning for at fastholde magten over landet i stedet for at give den tilbage til kejseren. De fortsatte i flere år med at forstærke Kyushus forsvar, og flere militære forordninger stod ved magt i mange år.
Der er ikke almindelig enighed om det, men mange forskere mener, at antallet af krigere på begge sider i invasionskampene må have været meget lavere, end man almindeligvis påstår. Mange forskere hævder også, at japanerne ville have været i stand til at afvise invasionsstyrkerne selv uden den heldige og berømte kamikaze.

## Billeder og litteratur
- Sansom, George: A History of Japan to 1334, 1958